# Wally Richardson
Wallace 'Wally' Richardson (New York, 4 juni 1930) is een Amerikaanse jazz- en rhythm & bluesgitarist.

## Biografie
Richardson werkte vanaf het begin van de jaren vijftig in de r&b-scene in New York, met Andrew Tibbs (waarmee hij voor het eerst opnam, voor Savoy), met Big John Greer, Leroy Kirkland, Varetta Dillard, Pete Brown, King Curtis, LaVern Baker, Sil Austin en Big Joe Turner. In 1959 bracht hij met songwriter en organist Leroy Clover de rock-'n-roll-single Rock A Doodle Reveille/It’s Paris (Carlton 500) uit. In de jaren zestig werkte hij onder andere mee aan opnames van Bobby Donaldson, Al Sears, Arthur Prysock, Shirley Scott, Buddy Tate, Charlie Singleton, Johnny 'Hammond' Smith, Bill Doggett, Sam 'The Man' Taylor, Honi Gordon, Etta Jones, Illinois Jacquet, Ray Bryant, Freddie McCoy, Andy Bey, Solomon Burke, James Brown, Erroll Garner, Herbie Mann, Donald Byrd, Lee Morgan, Willis Jackson, Dizzy Gillespie, Bobby Hutcherson, Duke Pearson en Richard 'Groove' Holmes.
In 1968 kreeg Richardson de kans voor Prestige Records onder eigen naam een plaat te maken, Soul Guru, waarop ook een instrumentale cover stond van een nummer van The Mamas & The Papas ("Monday Monday"). Aan het album werkten Zane Zacharoff (basklarinet), Ernie Hayes (piano), Everett Barksdale (gitaar), Richard Davis (bas), Orville Mason (elektrische bas), Bobby Donaldson (drums) en Montego Joe (percussie) mee. In de jaren zeventig en tachtig speelde hij mee op opnames van Percy Mayfield, Sonny Stitt, Neal Creque, Joe Lee Wilson, Alberta Hunter en Panama Francis’ Savoy Sultans. In de jazz en r&b was hij van 1951 tot 1987 betrokken bij 106 opnamesessies. Als studiomuzikant werkte Richardson ook voor onder anderen Paul Simon ("Quality“) en Hal Mooney.